# Jerry Tamashiro
Jerry Tamashiro (Lima, 18 de marzo de 1971) es un exjugador de fútbol peruano de origen japonés, que jugaba como delantero.

## Biografía
Formado en AELU, club limeño del barrio de Pueblo Libre, Tamashiro realiza el primer gran salto en su carrera al fichar por Universitario de Deportes (campeón en 1990) y el Deportivo Municipal. En 1997, es nuevamente campeón del Descentralizado en Perú defendiendo las sedas de Alianza Lima. Luego de esto, emigra a la MLS, a Miami Fusión en particular donde disputa 12 partidos (3 goles anotados).
Vuelve a Perú con el fin de jugar en Juan Aurich en 1999. En 2000, ficha por el Deportivo Aviación, que estaba disputando la segunda división para salir campeón y máximo goleador del torneo. Pone fin a su carrera de jugador tras defender al Deportivo Municipal en 2001.

## Estadísticas por club
| Club                | País           | Temporada   | PJ (G)   |
| ------------------- | -------------- | ----------- | -------- |
| AELU                | Perú           | 1989        |          |
| Universitario       | Perú           | 1990        | ? (1)    |
| Defensor Lima       | Perú           | 1991        |          |
| Mannucci            | Perú           | 1992 - 1994 |          |
| Deportivo Municipal | Perú           | 1994 - 1996 |          |
| Alianza Lima        | Perú           | 1997        | ? (0)    |
| Miami Fusion        | Estados Unidos | 1998        | 12 (3)   |
| Juan Aurich         | Perú           | 1999        | ? (6)    |
| Deportivo Aviación  | Perú           | 2000        | ? (¿+8?) |
| Deportivo Municipal | Perú           | 2001        | ? (¿+9?) |

## Palmarés

### En club
- Universitario de Deportes
  - Campeón de Perú en 1990.

- Alianza Lima
  - Campeón de Perú en 1997.

- Deportivo Aviación
  - Campeón de Perú D2 en 2000.

### Distinciones individuales
- Máximo goleador del campeonato de Perú D2 en 2000.[3]